# 2. československá hokejová liga 1958/1959
2. československá hokejová liga 1958/1959 byla 6. ročníkem československé druhé nejvyšší hokejové soutěže.

## Systém soutěže
Soutěže se účastnilo 24 týmů rozdělených do dvou skupin po 12 týmech. Ve skupině se utkaly týmy dvoukolově každý s každým (celkem 22 kol). Vítězové skupin postoupili do nejvyšší soutěže.
Poslední čtyři týmy z každé skupiny sestoupily do příslušného oblastního přeboru.

## Základní část

### Skupina A
| Poř. | Tým                           | Z  | V  | R | P  | VG  | OG  | B  |
| ---- | ----------------------------- | -- | -- | - | -- | --- | --- | -- |
| 1.   | TJ Jiskra SZ Litvínov         | 22 | 19 | 1 | 2  | 164 | 62  | 39 |
| 2.   | TJ Spartak Motorlet Praha     | 22 | 16 | 2 | 4  | 105 | 65  | 34 |
| 3.   | TJ Dynamo Karlovy Vary        | 22 | 14 | 1 | 7  | 135 | 87  | 29 |
| 4.   | TJ Spartak Tatra Smíchov      | 22 | 12 | 2 | 8  | 106 | 83  | 26 |
| 5.   | TJ Spartak ZVÚ Hradec Králové | 22 | 12 | 1 | 9  | 87  | 80  | 25 |
| 6.   | VTJ Dukla Litoměřice          | 22 | 12 | 0 | 10 | 115 | 80  | 24 |
| 7.   | TJ Jiskra Havlíčkův Brod      | 22 | 11 | 0 | 11 | 72  | 68  | 22 |
| 8.   | TJ Spartak Tatra Kolín        | 22 | 9  | 2 | 11 | 78  | 102 | 20 |
| 9.   | TJ Lokomotiva Liberec         | 22 | 9  | 1 | 12 | 72  | 93  | 19 |
| 10.  | TJ Spartak AZNP Madá Boleslav | 22 | 6  | 2 | 14 | 81  | 116 | 14 |
| 11.  | TJ Spartak Soběslav           | 22 | 2  | 3 | 17 | 37  | 150 | 7  |
| 12.  | TJ Sokol Ruzyně               | 22 | 2  | 1 | 19 | 67  | 133 | 5  |

### Skupina B
| Poř. | Tým                                | Z  | V  | R | P  | VG  | OG  | B  |
| ---- | ---------------------------------- | -- | -- | - | -- | --- | --- | -- |
| 1.   | TJ Tatran Opava                    | 22 | 19 | 3 | 0  | 181 | 49  | 41 |
| 2.   | TJ Baník OKD Ostrava               | 22 | 19 | 0 | 3  | 181 | 52  | 38 |
| 3.   | TJ Spartak Moravia Olomouc         | 22 | 16 | 3 | 3  | 148 | 51  | 35 |
| 4.   | TJ Slovan Prostějov                | 22 | 12 | 2 | 8  | 99  | 66  | 26 |
| 5.   | TJ Spartak Třebíč                  | 22 | 11 | 1 | 10 | 110 | 123 | 23 |
| 6.   | TJ Lokomotíva Tatrapíly Poprad     | 22 | 9  | 2 | 11 | 90  | 103 | 20 |
| 7.   | TJ Slávia VŠ Bratislava            | 22 | 9  | 1 | 12 | 54  | 75  | 19 |
| 8.   | TJ Dynamo Žilina                   | 22 | 9  | 0 | 13 | 98  | 106 | 18 |
| 9.   | VTJ Dukla Hodonín                  | 22 | 7  | 1 | 12 | 73  | 116 | 18 |
| 10.  | TJ Červená hviezda Banská Bystrica | 22 | 5  | 1 | 16 | 54  | 129 | 11 |
| 11.  | TJ Slovan Nitra                    | 22 | 5  | 0 | 17 | 59  | 168 | 10 |
| 12.  | TJ Tatran Uherský Ostroh           | 22 | 2  | 1 | 19 | 55  | 164 | 5  |

Týmy TJ Jiskra SZ Litvínov a TJ Tatran Opava postoupily do nejvyšší soutěže.
Týmy TJ Lokomotiva Liberec, TJ Spartak AZNP Madá Boleslav, TJ Spartak Soběslav, TJ Sokol Ruzyně, VTJ Dukla Hodonín,TJ Červená hviezda Banská Bystrica, TJ Slovan Nitra a TJ Tatran Uherský Ostroh sestoupily do příslušného oblastního přeboru.